# Kim Larsens diskografi
Den danske sanger, sangskriver og musiker Kim Larsens diskografi består af otte studiealbum, ét livealbum, syv opsamlingsalbum og én EP udgivet under eget navn. Han har yderligere udgivet musik i konstellationerne Gasolin' (1969–1978), Starfuckers (1978), Kim Larsen & Jungledreams (1982), Kim Larsen & Bellami (1986–1992), og Kim Larsen & Kjukken (1995–2018).

## Album

### Studiealbum
| Titel                                                            | Albumdetaljer                                                          | Højeste placering | Højeste placering | Højeste placering | Certificering         |
| Titel                                                            | Albumdetaljer                                                          | Danmark           | Norge             | Sverige           | Certificering         |
| ---------------------------------------------------------------- | ---------------------------------------------------------------------- | ----------------- | ----------------- | ----------------- | --------------------- |
| Værsgo                                                           | - Udgivet: 1973 - Selskab: CBS - Format: LP                            | —                 | —                 | —                 |                       |
| Kim Larsen & Yankee Drengene                                     | - Udgivet: 1977 - Selskab: CBS - Format: LP, kassette                  | —                 | —                 | 41                |                       |
| 231045-0637                                                      | - Udgivet: 1979 - Selskab: CBS - Format: LP                            | —                 | 7                 | 2                 |                       |
| Jungle Dreams                                                    | - Udgivet: 1981 - Selskab: CBS - Format: LP                            | —                 | 12                | 9                 |                       |
| Midt om natten                                                   | - Udgivet: 1983 - Selskab: Medley - Format: LP, CD                     | 1                 | 1                 | 37                |                       |
| Hvem kan sige nej til en engel                                   | - Udgivet: 1994 - Selskab: Medley - Format: LP, CD                     | 2                 | 9                 | 36                |                       |
| Mine damer og herrer                                             | - Udgivet: 3. maj 2010 - Selskab: Medley - Format: LP, CD, download    | 1                 | 9                 | 15                | - 5× Platin (Danmark) |
| Sange fra første sal                                             | - Udgivet: 29. marts 2019 - Selskab: Medley - Format: LP, CD, download | 1                 | —                 | 46                | - 2× Platin (Danmark) |
| "—" markerer en udgivelse der ikke opnåede en hitlisteplacering. |                                                                        |                   |                   |                   |                       |

### Livealbum
| Titel        | Albumdetaljer                                                        | Højeste placering |
| Titel        | Albumdetaljer                                                        | Sverige           |
| ------------ | -------------------------------------------------------------------- | ----------------- |
| Kim i cirkus | - Udgivet: 23. maj 1984 - Selskab: Medley - Format: LP, CD, kassette | 46                |

### Opsamlingsalbum
| Titel                                                            | Albumdetaljer                                                                | Højeste placering | Højeste placering | Certificering                         |
| Titel                                                            | Albumdetaljer                                                                | Danmark           | Norge             | Certificering                         |
| ---------------------------------------------------------------- | ---------------------------------------------------------------------------- | ----------------- | ----------------- | ------------------------------------- |
| Larsens bedste                                                   | - Udgivet: 1983 - Selskab: CBS - Format: LP, CD                              | —                 | —                 |                                       |
| De beste fra meg og mine venner                                  | - Udgivet: 1984 - Selskab: CBS - Format: LP, CD                              | —                 | 14                |                                       |
| Masser af succes'er                                              | - Udgivet: 1986 - Selskab: K-Tel - Format: LP                                | —                 | —                 |                                       |
| Anthology (med Gasolin')                                         | - Udgivet: 1988 - Selskab: CBS - Format: CD                                  | —                 | —                 |                                       |
| Kim Larsens Greatest - Guld & grønne skove                       | - Udgivet: 20. april 1995 - Selskab: Medley - Format: CD                     | 1                 | 2                 | - 16× Platin (Danmark) - Guld (Norge) |
| Larsens første - Fra før verden gik af lave                      | - Udgivet: 1995 - Selskab: Columbia - Format: CD bokssæt                     | —                 | —                 |                                       |
| Kim i 70'erne (med Gasolin')                                     | - Udgivet: 23. oktober 2015 - Selskab: Sony Music - Format: Digital download | —                 | —                 | - Platin                              |
| "—" markerer en udgivelse der ikke opnåede en hitlisteplacering. |                                                                              |                   |                   |                                       |

### EP'er
| Titel    | Albumdetaljer                                   | Højeste placering |
| Titel    | Albumdetaljer                                   | Danmark           |
| -------- | ----------------------------------------------- | ----------------- |
| 5 Eiffel | - Udgivet: 1982 - Selskab: CBS - Format: LP, CD | 21                |

## Med Gasolin'
- Gasolin', 1971
- Gasolin' 2, 1972
- Gasolin' 3, 1973
- Gasolin' (UK-udgave), 1974
- Stakkels Jim, 1974
- The Last Jim (Uk-udgave), 1974
- Gas 5, 1975
- What A Lemon (UK/USA-udgave), 1976
- Gasolin' - Live sådan, (dobbelt-LP), 1976
- Efter endnu en dag, 1976
- Gør det noget, 1977
- Killin' Time, 1978
- Gøglernes aften (Live i Skandinavien), 1978

## Med Starfuckers
- 1978 Vogt Dem for efterligninger (live)

## Med Kim Larsen & Jungledreams
- 1982 Sitting On A Time Bomb

## Med Kim Larsen & Bellami
| År                                                               | Album               | Højeste placering | Højeste placering | Højeste placering |
| År                                                               | Album               | Danmark           | Norge             | Sverige           |
| ---------------------------------------------------------------- | ------------------- | ----------------- | ----------------- | ----------------- |
| 1986                                                             | Forklædt som voksen | 2[a]              | 2                 | 12                |
| 1988                                                             | Yummi yummi         | 1                 | 1                 | 8                 |
| 1989                                                             | Kielgasten          | 1                 | 3                 | —                 |
| 1992                                                             | Wisdom Is Sexy      | 2                 | 8                 | 45                |
| "—" markerer en udgivelse der ikke opnåede en hitlisteplacering. |                     |                   |                   |                   |

- ↑[a]Der er ingen information tilgængelig om hitlisteplacering ved udgivelse. Da albummet blev genudgivet i 2008, opnåede det en andenplads.

## Med Kim Larsen & Kjukken
| Titel                                                            | Albumdetaljer                                                     | Højeste placering | Højeste placering | Højeste placering | Certificering                        |
| Titel                                                            | Albumdetaljer                                                     | Danmark           | Norge             | Sverige           | Certificering                        |
| ---------------------------------------------------------------- | ----------------------------------------------------------------- | ----------------- | ----------------- | ----------------- | ------------------------------------ |
| Kim Larsen & Kjukken                                             | - Udgivet: 10. juni 1996 - Selskab: Medley - Format: CD, kassette | 1                 | 9                 | —                 |                                      |
| Luft under vingerne                                              | - Udgivet: 4. november 1998 - Selskab: Medley - Format: CD        | 2                 | 13                | —                 |                                      |
| Weekend Music                                                    | - Udgivet: 19. februar 2001 - Selskab: Medley - Format: CD        | 3                 | —                 | —                 | - Guld (Danmark)                     |
| Sange fra glemmebogen                                            | - Udgivet: 26. november 2001 - Selskab: Medley - Format: CD       | 1                 | 14                | —                 | - 5× Platin (Danmark)                |
| 7-9-13                                                           | - Udgivet: 10. november 2003 - Selskab: Medley - Format: CD       | 1                 | 6                 | —                 | - 4× Platin (Danmark) - Guld (Norge) |
| Glemmebogen - Jul & nytår                                        | - Udgivet: 8. november 2004 - Selskab: Medley - Format: CD        | 1                 | —                 | —                 | - 3× Platin (Danmark)                |
| Gammel hankat                                                    | - Udgivet: 14. november 2006 - Selskab: Medley - Format: LP, CD   | 1                 | —                 | —                 | - 5× Platin (Danmark)                |
| Glemmebogen for børn                                             | - Udgivet: 14. oktober 2008 - Selskab: Medley - Format: CD        | 1                 | —                 | —                 | - Platin (Danmark)                   |
| Du glade verden                                                  | - Udgivet: 19. november 2012 - Selskab: Medley - Format: LP, CD   | 1                 | 10                | 46                | - 2× Platin (Danmark)                |
| Øst for Vesterled                                                | - Udgivet: 5. april 2017 - Selskab: Medley - Format: LP, CD       |                   |                   |                   |                                      |
| "—" markerer en udgivelse der ikke opnåede en hitlisteplacering. |                                                                   |                   |                   |                   |                                      |

## Albumoptrædener
| År   | Sang                                     | Album                                               |
| ---- | ---------------------------------------- | --------------------------------------------------- |
| 1975 | "Marken er høstet"                       | Skru op                                             |
| 1976 | "Det er en kold tid"                     | Christiania                                         |
| 1977 | "Karneval"                               | Boller op, boller ned                               |
| 1979 | "Ud i det blå"                           | Hittegods                                           |
| 1980 | "Skovsøen" (af Stig Møller & Kim Larsen) | Folkemunde                                          |
| 1984 | "Kirsten og vejen fra Gurre"             | Årets Koncert                                       |
| 1990 | "Vi støber kugler"                       | Krig og Kærlighed (af Linnet-Salomonsen)            |
| 1990 | "I høstens tid"                          | Krig og Kærlighed (af Linnet-Salomonsen)            |
| 1992 | "Gör mig lycklig nu"                     | "Himlen gråter för Elmore James" (af Mats Ronander) |
| 1993 | "Elefantens vuggevise"                   | Åh Abe                                              |
| 1994 | "Spørge Jørgen"                          | Pa-Papegøje                                         |
| 1997 | "Just Tell Her Jim Said Hello"           | Burning Love                                        |
| 1998 | "We Have All the Time in the World"      | Something Special                                   |
| 2000 | "Hush Little Baby"                       | The Spirit of Christmas                             |
| 2005 | "This Is My Life"                        | Be My Guest (af Flemming Bamse Jørgensen)           |
| 2007 | "Ode til Sensitiva"                      | Cykelmyggen og Dansemyggen (soundtrack)             |